# Amir Sarkhosh
Amir Sarkhosh (n. 30 mai 1991, Karaj, Provincia Tehran, Iran) este un jucător de snooker iranian.